# Crepidotus alveolus
Crepidotus alveolus är en svampart som först beskrevs av Wilhelm Gottfried Lasch, och fick sitt nu gällande namn av Paul Kummer 1871. Crepidotus alveolus ingår i släktet rödmusslingar och familjen Inocybaceae.   Inga underarter finns listade i Catalogue of Life.